# 二木秀雄
二木 秀雄（ふたき ひでお、1908年 - 1992年9月18日）は、日本の細菌学者、医師、実業家、宗教家。

## 経歴
石川県立金沢第一中学校（現石川県立金沢泉丘高等学校）卒業（34期）。
1936年3月から1937年12月まで、金沢医科大学 (旧制)（現金沢大学医学部）細菌学教室講師を務めた。1938年11月18日、金沢医科大学 (旧制)より医学博士号を取得。
のち大日本帝国陸軍技師となり、731部隊（関東軍防疫給水部本部）に所属、第一部第十一課結核班（二木班）班長。
1945年頃、金沢市で与論社を創設し、雑誌『パブリックオピニオン』を発行。1946年上京し、雑誌『日本与論』を発行した。同年、ジープ社社長として、右翼系政界誌『政界ジープ』を創刊。素粒子堂病院院長。
1950年11月、日本ブラッドバンクの設立発起人となり、重役に就任。のちミドリ十字取締役。
1953年4月、第3回参議院議員通常選挙に石川選挙区から無所属で立候補、3位で落選。1956年、大企業・銀行・政治家などを対象とした暴露記事による恐喝事件「政界ジープ事件」を起こし、19社から6435万円を脅し取ったとしたとして逮捕、起訴され、1969年、最高裁判所で懲役3年の刑を言い渡された。1970年代初め、宗教法人日本イスラム教団を設立、患者をすべてイスラム教に入信させたとしてアラブ産油諸国から援助金を得たが、入信が偽りであったことが発覚し問題になった。

## 著作
- 単著『政界ニュー・フェイス : 日本を動かす341人』（政界ジープ特集号）ジープ社、1947年
- 単著『素粒子堂雑記』ジープ社、1950年
- 二木秀雄監修『円柱亭日記 町医者”円柱”と闘う』さきたま出版会、1981年6月20日